# Epicypta fissusa
Epicypta fissusa är en tvåvingeart som beskrevs av Wu 2003. Epicypta fissusa ingår i släktet Epicypta och familjen svampmyggor. Inga underarter finns listade i Catalogue of Life.